# Lexington (Kentucky)
Lexington és una ciutat ubicada al Comtat de Fayette a l'estat de Kentucky, Estats Units d'Amèrica, de 282.114 habitants segons el cens de l'any 2008 i amb una densitat de 364,5 per km². Stockton és la segona ciutat més poblada de Kentucky i la 65a del país. L'actual alcalde és Jim Newberry.

## Ciutats agermanades
- Deauville, França des de 1957.
- Comtat de Kildare, República d'Irlanda des de 1984.
- Shinhidaka, Japó des de 2006.
- Newmarket, Regne Unit des de 2003.

## Persones notables
- William Wells Brown (1814 - 1884). Esclau, activista afroamericà, abolicionista i escriptor.
- Thomas Hunt Morgan (1866 - 1945) biòleg i genetista, Premi Nobel de Medicina o Fisiologia de l'any 1933.